# Хайкін Матвій Володимирович
Матвій Володимирович Хайкін (нар. 18 липня 1950, село Майське, тепер Джанкойського району Автономної Республіки Крим) — український радянський діяч, бригадир прохідників шахтобудівного управління № 2 тресту «Макіївшахтобуд» Донецької області. Депутат Верховної Ради УРСР 11-го скликання.

## Біографія
Освіта середня спеціальна.
Трудову діяльність розпочав матросом торгового флоту. Служив у Радянській армії.
З 1972 року — прохідник, бригадир прохідників шахтобудівного управління № 2 тресту «Макіївшахтобуд» Донецької області.
Член КПРС з 1984 року.
Працював керівником структурного підрозділу Акціонерного товариства «Донбасшахтобуд» Шахтарського шахтобудівного управління Донецької області. Був членом Ліберальної партії України.
Потім — на пенсії в місті Шахтарську Донецької області.

## Нагороди
- ордени
- медалі
- почесний шахтар СРСР